# Łukasz Wroński
Łukasz Wroński (ur. 13 stycznia 1994 w Bełchatowie) – polski piłkarz grający na pozycji pomocnika w  GKS Bełchatów.